# قصص بحجم راحة اليد (كتاب)
قصص بحجم راحة اليد (باليابانية:掌の小説) مؤلفها ياسوناري كواباتا، ترجمها للعربية كامل يوسف حسين.

## الشكل العام للمجموعة القصصية
هي في جوهرها قالب إبداعي أقرب إلى أن يكون المعادل النثري لقصائد «الرينجا» اليابانية القائمة على الترابط والامتداد.
- حسب رأي مارتن هولمان: حيث لا يتردد من قام بترجمة عدد كبير من هذه القصص التي أبدعها كاواباتا من اليابانية إلى الإنجليزية في القول إنها الوحدة الأساسية للتأليف عند كاواباتا والتي بنيت عليها أعماله الأكثر طولاً واستفاضة، وقد يكون هذا المبدع الياباني في قرارة نفسه كاتباً لهذا اللون من الإبداع، في المقام الأول.[4]

ومن الثابت أن كاواباتا قد قام بتأليف الجانب الأعظم من هذه القصص في السنوات الأولى من رحلته الإبداعية، بحسب السنوات التي حرص على إدراجها في حالة كل قصة، غير أنه من المحقق أنه قد وجدها مثيرة للاهتمام بلاد حدود، ولذا تراه يعود إلى كتابتها على امتداد سادة الإبداعي، فأنجر قبل رحيله 146 قصة، يجد القارئ بين يديه في هذا المجلد أقل من نصفها.
تشكل الوحدة الأساسية للتأليف لدى كاواباتا التي بنيت عليها أعماله الأكثر طولاً واستفاضة، إنه مبتكر حقيقي لهذا النمط من الإبداع. لأن هذا الكتاب هو قالب إبداعي خاص باليابان تماماً مثل قصائد الهايكو والتانكا. وقد ظل كاواباتا مواظباً على كتابة هذا النوع حتى انتهاء حياته منتحراً عام 1972.
في أجواء القصص كاملة ثمة دنوٌّ من الموت أو ربما على الأعم تجميل لحالة الموت «التي من المفترض أن تكون حالة محزنة تعبر عن الفقد» لكن كاواباتا سيضفي على الحالة تلك مسحة من الرونق ليشعر القارئ بأنه أمام تناول مدهش وغريب للموت غير متطابق مع ما خبره وقرأه في خطاب تسلمه جائزة نوبل يقول كاواباتا: هناك ثلاث مجموعات من البشر بمقدورها توليد الجمال الخالص «الأطفال الصغار» و«النسوة الشابات» و«الرجال المحتضرون»، لذا لا استغراب ونحن نقرأ كامل نتاجه الأدبي ـ ليس فقط في مجموعة القصص هذه ـ أن نراه يعيد صياغة مقولته السابقة بأساليب جديدة غير مكررة، إن الموت يعدّ من أهم الأفكار التي يعج بها الأدب الياباني. وهذا ما يفسر لنا افتتان كاواباتا بموضوعة الموت. ربما السبب هو طبيعة التركيبة النفسية الحساسة والمرهفة للإنسان الياباني، أو ما مرت به اليابان من ويلات دفعت بأحدهم للقول إن اليابانيين خاضوا تجربة يوم الحساب إنما دون حضور إلهي في إشارة إلى القنابل النووية، أو محاولة من كاواباتا للتخلص من شبح الموت القبيح المؤرق ومواجهته بالجمال، فالدم والإغراق في الموت من الملامح الأساسية التي يتحلى بها وجه الأدب الياباني وهذا ما نلمسه من افتتان بالموت في قصصه التي بحجم راحة اليد أو رواياته على حد سواء أو في مجموعة مقالاته المسماة «العيون عند أقصى امتدادها» التي هي بمجملها سلسلة تأملات في الموت، ومن المواضيع المناقشة أيضاً أقدم وأبرز الموضوعات في الأدب الياباني بأسره وهو العكوف الوحشي على الذات الذي يفضي إلى عزلة مروعة ويتأتى ثمرة لاغتراب قاهر عن الآخرين وعن الذات في الدرجة الأولى وما هذا العكوف الوحشي إلا محاولة لاسترداد الذات والحوار معها، وعن الأحاسيس العميقة للعاطفة والحزن في التعبير وجوهر الروح اليابانية والعلاقة الوثيقة بين الإنسان والطبيعة، كون الطبيعة من الدوافع الإيحائية في الأدب. وفي بعض القصص ثمة استخدام للحلم عبر توظيفه كمادة إبداعية تساهم في اقترابنا من أسوار الحلم المتحول مع كاواباتا إلى فضاء أكثر أماناً من الزمن الواقعي الذي لا شيء فيه سوى النفاق والفجاجة والظلم، أو كما يقول المعلم ذاته في قصة «الفتاة التي دنت من النيران» بأنه في الحلم لا وجود للخداع أو الادعاء ليتحول حلمه المدوّن بطريقة سحرية أكثر واقعية من الواقع نفسه.
في بعض القصص ثمة درجة معينة من الغموض، وهو ليس غموضاً بمعنى الطلسمة المحرضة الباعثة للنفور. كلا قطعاً. بل غموض يتطلب من القارئ تحلياً بالهدوء والتمعن فيما تقوله القصة بشكل حذر لأنه في صحبة كاتب من طراز ذكي يعتمد على الوصف الدقيق المذهل وتكثيفه لإطروحات ناقشها السلف في مجلدات فيأتي المعلم ليهب المواضيع السلفية الشائكة والمعقدة إلى القارئ بطريقة هي ليست سهلة بالطبع ولكنها أكثر مرونة وتطابقاً مع اليومي في حياة القارئ النفسية والاجتماعية، «علاقته بالمحيط»، لبتدو القصص شريطاً سينمائياً يسير بوضوح في ذاكرتنا المتخيلة وكأننا في اليابان مستمتعون بموسم تفتح أزهار الكرز لمجرد البدء بالقراءة. إن التكثيف سمة إبداعية أثيرة لدى المعلم كاواباتا.
فعلى سبيل المثال هناك قصة تسمى «شكراً لك» لاتحتل أكثر من بضع صفحات قلائل لكنها تحولت إلى فيلم ياباني خالد مما يؤكد أن هذه القصة وغيرها تحتوي في صميمها على عالم صغير يمكن أن يملأ الأفق إذا أعطي مداه الكامل. تجدر الإشارة إلى أن من بين القصص الـ 146 التي كتبها سنعثر على قصص تكون غير مكتملة أو تأتي النهاية بشكل غير متوقع، ذلك أمرّ غامض لا يوجد له تفسير مقنع كما في حالة انتحاره المفاجئ الذي لم يترك وراءه أية رسالة كما يفعل المنتحر عادة سوى أقاويل من مثل أن جيرانه والمقربين منه أشاروا إلى أن الأمر قد لا يكون انتحاراً في نهاية المطاف، أو إضافة إلى من قال بأن المعلم كان يعاني من مرض ذهني في العام الأخير من حياته. إن ياسوناري كاواباتا سيبقى من زمرة الأدباء الذين جعلتهم حساسيتهم المفرطة إزاء المحيط ورقة مشاعرهم إلى خلق مقاطع شعرية بصوغ قصصي، وما القصص المترجمة التي بين دفتي هذا الكتاب إلا نماذج مثالية لأعماله.
- حسب رأي كامل يوسف حسين: في هذا الكتاب سنكون أمام نوع أدبي فريد، كان كاواباتا نشيطاً وحريصاً على كتابته طوال فترة حياته الإبداعية. إذ يقول بأن القصص الموجودة في الكتاب هي عبارة عن نصف ما كتبه كاواباتا تقريباًَ، ويعد القراء بأن يفلح في ترجمتها كاملة ذات يوم، مضيفاً: «في ضوء امتداد القصص الماثلة في الكتاب من حيث مداها الزمني من العام 1923 إلى العام 1972 ولجوء كاواباتا إلى تكرار أصداء بعض هذه القصص في صميم أعماله الروائية، قد يتصور فريق من القراء ان المبدع الياباني كان يتخذ من قصصه معملاً هائلاً يخرج منه برواياته». إذاًَ ستكون بعض القصص عبارة عن مسودات لأعماله الطويلة مثل قصة لقى من بلاد الثلج التي تحولت فيما بعد إلى عمل روائي مميز نقصد بذلك روايته التي تحمل اسم بلد الثلوج.[5]

## الترجمة العربية
تعرض الكاتب كامل يوسف حسين للنقد من حيث جودة الترجمة حيث كانت متوسطة إلى جيدة فظهرت بعض الروايات المملة وبعضها الممتعة مما أنعكس على تصنيف الكتاب بالنسبة للقاريء العربي.

## قائمة بعناوين القصص المترجمة
| رقم | اســم القصة الأصلي | اســم القصة العربي            | عام كتابة القصة |
| --- | ------------------ | ----------------------------- | --------------- |
| 1   |                    | مكان مشمس                     | 1923            |
| 2   |                    | الوعاء الأضعف                 | 1924            |
| 3   |                    | الفتاة التي دنت من النيران    | 1924            |
| 4   |                    | المنشار والميلاد              | 1924            |
| 5   |                    | الجندب وصرار الليل الخوار     | 1924            |
| 6   |                    | الخاتم                        | 1924            |
| 7   |                    | شـَعر                          | 1924            |
| 8   |                    | طائر الكناري                  | 1924            |
| 9   |                    | مرفأ                          | 1924            |
| 10  |                    | صورة                          | 1924            |
| 11  |                    | الزهرة البيضاء                | 1924            |
| 12  |                    | حادثة الوجه المحتضر           | 1925            |
| 13  |                    | زجاج                          | 1925            |
| 14  |                    | أوشين جيزو                    | 1925            |
| 15  |                    | صخرة الأنزلاق                 | 1925            |
| 16  |                    | شكرا لك                       | 1925            |
| 17  |                    | سارقة التوت الفضي             | 1925            |
| 18  |                    | حذاء صيفي                     | 1926            |
| 19  |                    | وجهة نظر طفل                  | 1926            |
| 20  |                    | انتحارات العشاق               | 1926            |
| 21  |                    | ابتهالات العذارى              | 1926            |
| 22  |                    | شتاء وشيك                     | 1926            |
| 23  |                    | زواج تدبره عصفورة دوري        | 1926            |
| 24  |                    | حادثة القبعة                  | 1926            |
| 25  |                    | سعادة شخص واحد                | 1926            |
| 26  |                    | الرب موجود                    | 1926            |
| 27  |                    | سمك ذهبي على السقف            | 1926            |
| 28  |                    | أم                            | 1926            |
| 29  |                    | أظافر صباحية                  | 1926            |
| 30  |                    | فتاة سوروجا                   | 1927            |
| 31  |                    | يوريكو                        | 1927            |
| 32  |                    | العظام                        | 1927            |
| 33  |                    | ابتسامة خارج الكشك الليلي     | 1927            |
| 34  |                    | الضرير والفتاة                | 1928            |
| 35  |                    | عندما تبحث الزوجة             | 1928            |
| 36  |                    | حبة عين أمها                  | 1928            |
| 37  |                    | رعد في الخريف                 | 1928            |
| 38  |                    | دار                           | 1928            |
| 39  |                    | المحطة المطيرة                | 1928            |
| 40  |                    | في مكتب الرهونات              | 1929            |
| 41  |                    | مرحاض                         | 1929            |
| 42  |                    | الرجل الذي لم يبتسم           | 1929            |
| 43  |                    | سليلة الساموراي               | 1929            |
| 44  |                    | الديك والفتاة الراقصة         | 1930            |
| 45  |                    | تجميل                         | 1930            |
| 46  |                    | الزوج والرباط                 | 1930            |
| 47  |                    | عادة في الرقاد                | 1932            |
| 48  |                    | مظلة                          | 1932            |
| 49  |                    | قناع الموت                    | 1932            |
| 50  |                    | وجوه                          | 1932            |
| 51  |                    | ملابس الأخت الصغرى            | 1932            |
| 52  |                    | زوجة الريح الخريفية           | 1933            |
| 53  |                    | ولادة آمنة لكلبة أليفة        | 1935            |
| 54  |                    | موطن                          | 1944            |
| 55  |                    | ماء                           | 1944            |
| 56  |                    | القطع الفضية ذات الخمسين سينا | 1946            |
| 57  |                    | تابى                          | 1948            |
| 58  |                    | طائر الزرياب                  | 1949            |
| 59  |                    | قوارب من وريقات الخيزران      | 1950            |
| 60  |                    | بيض                           | 1950            |
| 61  |                    | الثعابين                      | 1950            |
| 62  |                    | مطر خريفي                     | 1962            |
| 63  |                    | الجيران                       | 1962            |
| 64  |                    | عاليا في الشجرة               | 1962            |
| 65  |                    | ملابس ركوب                    | 1962            |
| 66  |                    | خلود                          | 1962            |
| 67  |                    | الأرض                         | 1963            |
| 68  |                    | الجواد الأبيض                 | 1963            |
| 69  |                    | ثلج                           | 1964            |
| 70  |                    | لقى من بلاد الثلج             | 1972            |